# Provincia de Sud Yungas
La provincia de Sud Yungas es una provincia de Bolivia ubicada en el departamento de La Paz. Tiene como capital provincial a la población de Chulumani y cuenta con una población de 106.428 habitantes (según el Censo INE 2012). Se encuentra en la región subtropical conocida como Los Yungas.

## Geografía
La provincia de Sud Yungas se ubica en la región subandina,al este del departamento de La Paz, al oeste de Bolivia. Limita al noroeste con la provincia de Franz Tamayo, al noreste con la provincia del General José Ballivián, en el departamento del Beni, al este con la provincia de Ayopaya, en el departamento de Cochabamba, al sur con la provincia de Inquisivi, al suroeste con la provincia de Murillo, y al oeste con las provincias de Nor Yungas, Caranavi y Larecaja.

## División administrativa
La provincia de Sud Yungas está dividida administrativamente en 5 municipios:
| Municipios de la Provincia | Capital       |
| -------------------------- | ------------- |
| Municipio de Chulumani     | Chulumani     |
| Municipio de Irupana       | Irupana       |
| Municipio de Yanacachi     | Yanacachi     |
| Municipio de Palos Blancos | Palos Blancos |
| Municipio de La Asunta     | La Asunta     |

## Demografía
De acuerdo con el censo boliviano de 2024, la población de la provincia de Sud Yungas es de 121 518 habitantes.
La población de la provincia se ha más que duplicado en las últimas tres décadas: 
| Año  | Habitantes | Fuente                  |
| ---- | ---------- | ----------------------- |
| 1992 | 51 930     | Censo boliviano de 1992 |
| 2001 | 63 639     | Censo boliviano de 2001 |
| 2012 | 106 428    | Censo boliviano de 2012 |
| 2024 | 121 518    | Censo boliviano de 2024 |

### Población por municipios
El municipio que más ha crecido porcentualmente en población fue el municipio de La Asunta. Su crecimiento hasta 2019 es de 248,2 % (desde 1992). El crecimiento de La Asunta se encuentra por encima del crecimiento promedio de la provincia, del crecimiento promedio del departamento y del  promedio nacional. 
| Población histórica de los municipios de la provincia de Sud Yungas | Población histórica de los municipios de la provincia de Sud Yungas | Población histórica de los municipios de la provincia de Sud Yungas | Población histórica de los municipios de la provincia de Sud Yungas | Población histórica de los municipios de la provincia de Sud Yungas | Población histórica de los municipios de la provincia de Sud Yungas |
| Municipio                                                           | Censo de 1992                                                       | Censo de 2001                                                       | Censo de 2012                                                       | Estimación 2019                                                     | Crecimiento (1992-2019)                                             |
| ------------------------------------------------------------------- | ------------------------------------------------------------------- | ------------------------------------------------------------------- | ------------------------------------------------------------------- | ------------------------------------------------------------------- | ------------------------------------------------------------------- |
| Chulumani                                                           | 11 101                                                              | 13 204                                                              | 17 823                                                              | 21 140                                                              | 90,4 %                                                              |
| Irupana                                                             | 11 929                                                              | 11 383                                                              | 17 276                                                              | 19 146                                                              | 60,4 %                                                              |
| Yanacachi                                                           | 4 059                                                               | 4 250                                                               | 6 420                                                               | 7 964                                                               | 96,2 %                                                              |
| Palos Blancos                                                       | 12 643                                                              | 16 786                                                              | 24 731                                                              | 26 648                                                              | 110,7 %                                                             |
| La Asunta                                                           | 12 198                                                              | 18 016                                                              | 40 178                                                              | 42 483                                                              | 248,2 %                                                             |
| Provincia de Sud Yungas                                             | 51 930                                                              | 63 639                                                              | 106 428                                                             | 117 381                                                             | 126,0 %                                                             |
| Departamento de La Paz                                              | 1 900 786                                                           | 2 350 466                                                           | 2 719 344                                                           | 2 904 996                                                           | 52,8 %                                                              |
| Bolivia                                                             | 6 420 792                                                           | 8 274 325                                                           | 10 059 856                                                          | 11 469 900                                                          | 78,6 %                                                              |